# نجم بسجس 2025
نجم بسجس 2025 (بالفرنسية: Étoile de Bessèges-Tour du Gard 2025) هو سباق دراجات هوائية من فئة  2.1، وهو الموسم الخامس والخمسين من نجم بسجس، وأقيم خلال الفترة من 5 فبراير 2025، وحتى 9 فبراير 2025.
فاز بالمركز الأول وفي ترتيب النقاط Kévin Vauquelin ‏، وفاز بالمركز الثاني ديلان تيونز، وفاز بالمركز الثالث Kevin Geniets ‏، وفاز في ترتيب الفرق إف دي جي 2025 ‏، وفاز في ترتيب النقاط للشباب Clément Izquierdo ‏، وفاز في تصنيف الجبال Victor Vercouillie ‏.

## الفرق
| فرق عالمية (10)- Lidl-Trek - Arkéa-B&B Hotels - EF Education-EasyPost - Cofidis - Alpecin-Deceuninck - Soudal Quick-Step - Groupama-FDJ - Ineos Grenadiers - Decathlon AG2R La Mondiale Team - Red Bull-Bora-Hansgrohe فرق برو (7)- Lotto - أونو-إكس موبيليتي ‏ - Team TotalEnergies - سبورت فلاندرين بالويس ‏ - Unibet Tietema Rockets ‏ - Equipo Kern Pharma ‏ - بنجوال باوليز ساوكس دبليو بي ‏ فرق قارية (4)- Van Rysel–Roubaix ‏ - إتش بي بي تي بي – أوبير 93 ‏ - CIC U Nantes Atlantique ‏ - Nice Métropole Côte d'Azur ‏ |  |
| |  |

## المراحل
| قائمة المراحل | قائمة المراحل | قائمة المراحل                         | قائمة المراحل  | قائمة المراحل | قائمة المراحل      | قائمة المراحل    |
| المرحلة       | التاريخ       | الدورة                                |                | المسافة (كم)  | الفائز بالمرحلة    | القائد العام     |
| ------------- | ------------- | ------------------------------------- | -------------- | ------------- | ------------------ | ---------------- |
| المرحلة 1     | 5 فبراير      | Bellegarde, Gard ‏ – Bellegarde, Gard ‏ | مرحلة مستوية   | 159٫07        | Paul Magnier ‏      | Paul Magnier ‏    |
| المرحلة 2     | 6 فبراير      | Domessargues ‏ – Marguerittes ‏         | مرحلة مستوية   | 165٫83        | Søren Wærenskjold ‏ | Paul Magnier ‏    |
| المرحلة 3     | 7 فبراير      | بسجس – بسجس                           | مرحلة مستوية   | 164٫05        | ارنو دي لاي        | ارنو دي لاي      |
| المرحلة 4     | 8 فبراير      | Vauvert ‏ – أوزيس                      | مرحلة جبلية    | 155٫73        | Kévin Vauquelin ‏   | Kévin Vauquelin ‏ |
| المرحلة 5     | 9 فبراير      | أليس – أليس                           | فردي ضد الساعة | 10٫645        | Kévin Vauquelin ‏   | Kévin Vauquelin ‏ |

## النتيجة

### مرحلة 1
هي مرحلة مستوية، أقيمت في 5 فبراير 2025، وامتدّت لمسافة 159.070 كيلومتر. فاز بالمركز الأول، وتصدر الترتيب العام في نهاية المرحلة وترتيب النقاط للشباب وترتيب النقاط Paul Magnier ‏، وتصدر ترتيب التسلق Axandre Van Petegem ‏، وتصدر ترتيب الفرق 2025 Red Bull-BORA-hansgrohe ‏.
| التصنيف العام | التصنيف العام      | التصنيف العام           | التصنيف العام | التصنيف العام |
| العداء        | العداء             | الفريق                  | الوقت         |               |
| ------------- | ------------------ | ----------------------- | ------------- | ------------- |
| 1             | Paul Magnier ‏      | Soudal Quick-Step       | 3 س 33 د 19 ث |               |
| 2             | Jordi Meeus ‏       | Red Bull-Bora-Hansgrohe | + 4 ث         |               |
| 3             | ماريجن فان دن بيرغ | EF Education-EasyPost   | + 6 ث         |               |
| 4             | Maxim Van Gils ‏    | Red Bull-Bora-Hansgrohe | + 10 ث        |               |
| 5             | Timo Kielich ‏      | Alpecin-Deceuninck      | + 10 ث        |               |
| 6             | Sandy Dujardin ‏    | Team TotalEnergies      | + 12 ث        |               |
| 7             | ارنو دي لاي        | Lotto                   | + 12 ث        |               |
| 8             | جان تراتنيك        | Red Bull-Bora-Hansgrohe | + 12 ث        |               |
| 9             | Axel Laurance ‏     | Ineos Grenadiers        | + 12 ث        |               |
| 10            | Lukáš Kubiš ‏       | Unibet Tietema Rockets ‏ | + 12 ث        |               |
|               |                    |                         |               |               |
|               |                    |                         |               |               |

### مرحلة 2
هي مرحلة مستوية، أقيمت في 6 فبراير 2025، وامتدّت لمسافة 165.830 كيلومتر. فاز بالمركز الأول Søren Wærenskjold ‏، وتصدر الترتيب العام في نهاية المرحلة وترتيب النقاط وترتيب النقاط للشباب Paul Magnier ‏، وتصدر ترتيب التسلق Axandre Van Petegem ‏، وتصدر ترتيب الفرق 2025 Red Bull-BORA-hansgrohe ‏.
| التصنيف العام | التصنيف العام       | التصنيف العام           | التصنيف العام | التصنيف العام |
| العداء        | العداء              | الفريق                  | الوقت         |               |
| ------------- | ------------------- | ----------------------- | ------------- | ------------- |
| 1             | Paul Magnier ‏       | Soudal Quick-Step       | 7 س 11 د 09 ث |               |
| 2             | Jordi Meeus ‏        | Red Bull-Bora-Hansgrohe | + 8 ث         |               |
| 3             | ماريجن فان دن بيرغ  | EF Education-EasyPost   | + 10 ث        |               |
| 4             | Sandy Dujardin ‏     | Team TotalEnergies      | + 14 ث        |               |
| 5             | Timo Kielich ‏       | Alpecin-Deceuninck      | + 14 ث        |               |
| 6             | Axel Laurance ‏      | Ineos Grenadiers        | + 16 ث        |               |
| 7             | Paul Penhoët ‏       | Groupama-FDJ            | + 16 ث        |               |
| 8             | Valentin Tabellion ‏ | Van Rysel–Roubaix ‏      | + 16 ث        |               |
| 9             | Lukáš Kubiš ‏        | Unibet Tietema Rockets ‏ | + 16 ث        |               |
| 10            | Kévin Vauquelin ‏    | Arkéa-B&B Hotels        | + 16 ث        |               |
|               |                     |                         |               |               |
|               |                     |                         |               |               |

### مرحلة 3
هي مرحلة مستوية، أقيمت في 7 فبراير 2025، وامتدّت لمسافة 164.050 كيلومتر. فاز بالمركز الأول، وتصدر الترتيب العام في نهاية المرحلة وترتيب النقاط للشباب ارنو دي لاي، وتصدر ترتيب الفرق توتال إنرجيز 2025 ‏، وتصدر ترتيب التسلق Victor Vercouillie ‏، وتصدر ترتيب النقاط ارنو ديمار.
| التصنيف العام | التصنيف العام        | التصنيف العام          | التصنيف العام | التصنيف العام |
| العداء        | العداء               | الفريق                 | الوقت         |               |
| ------------- | -------------------- | ---------------------- | ------------- | ------------- |
| 1             | ارنو دي لاي          | Lotto                  | 9 س 59 د 00 ث |               |
| 2             | Paul Penhoët ‏        | Groupama-FDJ           | + 6 ث         |               |
| 3             | Sandy Dujardin ‏      | Team TotalEnergies     | + 8 ث         |               |
| 4             | Valentin Tabellion ‏  | Van Rysel–Roubaix ‏     | + 10 ث        |               |
| 5             | Kévin Vauquelin ‏     | Arkéa-B&B Hotels       | + 10 ث        |               |
| 6             | بيير لاتور           | Team TotalEnergies     | + 10 ث        |               |
| 7             | Kevin Geniets ‏       | Groupama-FDJ           | + 10 ث        |               |
| 8             | Vincent Van Hemelen ‏ | سبورت فلاندرين بالويس ‏ | + 13 ث        |               |
| 9             | أليكس كولمان ‏        | سبورت فلاندرين بالويس ‏ | + 14 ث        |               |
| 10            | Dylan Vandenstorme ‏  | سبورت فلاندرين بالويس ‏ | + 14 ث        |               |
|               |                      |                        |               |               |
|               |                      |                        |               |               |

### مرحلة 4
هي مرحلة جبلية، أقيمت في 8 فبراير 2025، وامتدّت لمسافة 155.730 كيلومتر. فاز بالمركز الأول، وتصدر الترتيب العام في نهاية المرحلة Kévin Vauquelin ‏، وتصدر ترتيب النقاط ارنو ديمار، وتصدر ترتيب التسلق Victor Vercouillie ‏، وتصدر ترتيب النقاط للشباب Clément Izquierdo ‏، وتصدر ترتيب الفرق 2025 St Michel-Preference Home-Auber93 ‏.
| التصنيف العام | التصنيف العام        | التصنيف العام               | التصنيف العام  | التصنيف العام |
| العداء        | العداء               | الفريق                      | الوقت          |               |
| ------------- | -------------------- | --------------------------- | -------------- | ------------- |
| 1             | Kévin Vauquelin ‏     | Arkéa-B&B Hotels            | 13 س 05 د 33 ث |               |
| 2             | فرنسا                | إتش بي بي تي بي – أوبير 93 ‏ | + 51 ث         |               |
| 3             | Kevin Geniets ‏       | Groupama-FDJ                | + 57 ث         |               |
| 4             | ديلان تيونز          | Cofidis                     | + 1 د 01 ث     |               |
| 5             | توماس شامبيون        | إتش بي بي تي بي – أوبير 93 ‏ | + 1 د 10 ث     |               |
| 6             | بيير لاتور           | Team TotalEnergies          | + 1 د 11 ث     |               |
| 7             | دامين توزي           | Cofidis                     | + 1 د 19 ث     |               |
| 8             | Thibault Guernalec ‏  | Arkéa-B&B Hotels            | + 1 د 31 ث     |               |
| 9             | Vincent Van Hemelen ‏ | سبورت فلاندرين بالويس ‏      | + 1 د 51 ث     |               |
| 10            | Théo Delacroix ‏      | إتش بي بي تي بي – أوبير 93 ‏ | + 1 د 52 ث     |               |
|               |                      |                             |                |               |
|               |                      |                             |                |               |

### مرحلة 5
هي مرحلة من نوع سباق زمن فردي، أقيمت في 9 فبراير 2025، وامتدّت لمسافة 10.645 كيلومتر. فاز بالمركز الأول، وتصدر الترتيب العام في نهاية المرحلة وترتيب النقاط Kévin Vauquelin ‏، وتصدر ترتيب التسلق Victor Vercouillie ‏، وتصدر ترتيب النقاط للشباب Clément Izquierdo ‏، وتصدر ترتيب الفرق إف دي جي 2025 ‏.

## المشاركون
| Lidl-Trek LTK               | Lidl-Trek LTK          | Lidl-Trek LTK    |
| --------------------------- | ---------------------- | ---------------- |
| م                           | عداء                   | مرتبة            |
| 1                           | مادس بيدرسن            | لم يبدأ-3        |
| 2                           | اليكس كيرش             | لم يكمل السباق-3 |
| 3                           | ريان جيبونز (طريق)     | لم يكمل السباق-3 |
| 4                           | Martin Pedersen ‏       | لم يكمل السباق-3 |
| 5                           | Otto Vergaerde ‏        | لم يكمل السباق-3 |
| 6                           | جوليان برنارد          | لم يكمل السباق-3 |
| 7                           | Patrick Boje Frydkjær ‏ | لم يكمل السباق-3 |
| مدير الرياضة: ستيفن دي جونغ |                        |                  |

| Arkéa-B&B Hotels ARK      | Arkéa-B&B Hotels ARK      | Arkéa-B&B Hotels ARK |
| ------------------------- | ------------------------- | -------------------- |
| م                         | عداء                      | مرتبة                |
| 11                        | Kévin Vauquelin ‏          |                      |
| 12                        | ارنو ديمار                |                      |
| 13                        | أنتوني ديلابلاسي          |                      |
| 14                        | Thibault Guernalec ‏       |                      |
| 15                        | Baptiste Gillet ‏          |                      |
| 16                        | فلوريان سينيشال           |                      |
| 17                        | Pierre Thierry (cyclist) ‏ |                      |
| مدير الرياضة: ماكسيم بويه |                           |                      |

| EF Education-EasyPost EFE | EF Education-EasyPost EFE | EF Education-EasyPost EFE |
| ------------------------- | ------------------------- | ------------------------- |
| م                         | عداء                      | مرتبة                     |
| 21                        | هيو كارثي                 | لم يكمل السباق-3          |
| 22                        | ريتشارد كاراباز           | لم يكمل السباق-3          |
| 23                        | Harry Sweeny ‏             | لم يكمل السباق-3          |
| 24                        | ماريجن فان دن بيرغ        | لم يكمل السباق-3          |
| 25                        | Samuele Battistella ‏      | لم يكمل السباق-3          |
| 26                        | Madis Mihkels             | لم يكمل السباق-3          |
| مدير الرياضة: ماتي بريشيل |                           |                           |

| Cofidis COF                | Cofidis COF              | Cofidis COF |
| -------------------------- | ------------------------ | ----------- |
| م                          | عداء                     | مرتبة       |
| 31                         | بنجامين توماس            | لم يبدأ-5   |
| 32                         | Sam Maisonobe ‏           |             |
| 33                         | Clément Izquierdo ‏       |             |
| 34                         | Oliver Knight (cyclist) ‏ |             |
| 35                         | أنتوني بيريز             |             |
| 36                         | ديلان تيونز              |             |
| 37                         | دامين توزي               |             |
| مدير الرياضة: بنجامين جيرو |                          |             |

| Alpecin-Deceuninck ADC          | Alpecin-Deceuninck ADC | Alpecin-Deceuninck ADC |
| ------------------------------- | ---------------------- | ---------------------- |
| م                               | عداء                   | مرتبة                  |
| 41                              | جيمي يانسون            | لم يكمل السباق-3       |
| 42                              | Timo Kielich ‏          | لم يكمل السباق-3       |
| 43                              | Stan Van Tricht ‏       | لم يكمل السباق-3       |
| 44                              | سيمون دهيرز ‏           | OTL-5                  |
| 45                              | BEL                    | لم يكمل السباق-3       |
| 46                              | Louis Kitzki‏           | لم يكمل السباق-4       |
| 47                              | Juri Hollmann ‏         |                        |
| مدير الرياضة: Preben Van Hecke ‏ |                        |                        |

| Soudal Quick-Step SOQ         | Soudal Quick-Step SOQ | Soudal Quick-Step SOQ |
| ----------------------------- | --------------------- | --------------------- |
| م                             | عداء                  | مرتبة                 |
| 51                            | Paul Magnier ‏         | لم يكمل السباق-3      |
| 52                            | يفيس لامارت           | لم يكمل السباق-3      |
| 53                            | ماتيا كاتانيو         | لم يكمل السباق-3      |
| 54                            | جوزيف سيرني           | لم يكمل السباق-3      |
| 55                            | Martin Svrček ‏        | لم يكمل السباق-3      |
| 56                            | Gil Gelders ‏          | لم يكمل السباق-3      |
| 57                            | دريس فان جيستل        | لم يكمل السباق-3      |
| مدير الرياضة: Klaas Lodewyck ‏ |                       |                       |

| Groupama-FDJ GFC                | Groupama-FDJ GFC      | Groupama-FDJ GFC |
| ------------------------------- | --------------------- | ---------------- |
| م                               | عداء                  | مرتبة            |
| 61                              | Kevin Geniets ‏ (طريق) |                  |
| 62                              | ريمي كافانيا          |                  |
| 63                              | أوليفييه لو جاك       |                  |
| 64                              | Cyril Barthe ‏         |                  |
| 65                              | Paul Penhoët ‏         |                  |
| 66                              | كليمنت روسو           |                  |
| 67                              | Maxime Decomble ‏      |                  |
| مدير الرياضة: Frédéric Guesdon ‏ |                       |                  |

| Ineos Grenadiers IGD         | Ineos Grenadiers IGD      | Ineos Grenadiers IGD |
| ---------------------------- | ------------------------- | -------------------- |
| م                            | عداء                      | مرتبة                |
| 71                           | فيليبو غانا (زمني فردي)   | لم يكمل السباق-3     |
| 72                           | Axel Laurance ‏            | لم يكمل السباق-3     |
| 73                           | سالفاتوري بوتشيو          | لم يكمل السباق-3     |
| 74                           | Josh Tarling ‏ (زمني فردي) | لم يكمل السباق-3     |
| 75                           | Artem Shmidt ‏             | لم يكمل السباق-3     |
| 76                           | بن تورنر                  | لم يكمل السباق-3     |
| 77                           | عمر فريل                  | لم يكمل السباق-3     |
| مدير الرياضة: إيمانول إرفيتي |                           |                      |

| Decathlon-AG2R La Mondiale DAT | Decathlon-AG2R La Mondiale DAT | Decathlon-AG2R La Mondiale DAT |
| ------------------------------ | ------------------------------ | ------------------------------ |
| م                              | عداء                           | مرتبة                          |
| 81                             | سام بينيت                      | لم يكمل السباق-3               |
| 82                             | Oscar Chamberlain ‏             | لم يكمل السباق-3               |
| 83                             | يجف دي بوندت                   | لم يكمل السباق-3               |
| 84                             | تورد غودميستاد ‏                | لم يكمل السباق-3               |
| 85                             | Rasmus Søjberg Pedersen ‏       | لم يكمل السباق-3               |
| 86                             | Gianluca Pollefliet ‏           | لم يكمل السباق-3               |
| 87                             | Nicolas Prodhomme ‏             | لم يكمل السباق-3               |
| مدير الرياضة: لوك روبرتس       |                                |                                |

| Red Bull-Bora-Hansgrohe RBH | Red Bull-Bora-Hansgrohe RBH | Red Bull-Bora-Hansgrohe RBH |
| --------------------------- | --------------------------- | --------------------------- |
| م                           | عداء                        | مرتبة                       |
| 91                          | جان تراتنيك                 | لم يكمل السباق-3            |
| 92                          | Alexander Hajek ‏            | لم يكمل السباق-3            |
| 93                          | Emil Herzog ‏                | لم يكمل السباق-3            |
| 94                          | يوناس كوخ                   | لم يكمل السباق-3            |
| 95                          | Oier Lazkano ‏               | لم يكمل السباق-3            |
| 96                          | Jordi Meeus ‏                | لم يكمل السباق-3            |
| 97                          | Maxim Van Gils ‏             | لم يكمل السباق-2            |
| مدير الرياضة: هاينريش هوسلر |                             |                             |

| Lotto LOT                  | Lotto LOT                  | Lotto LOT        |
| -------------------------- | -------------------------- | ---------------- |
| م                          | عداء                       | مرتبة            |
| 101                        | ارنو دي لاي                |                  |
| 102                        | Jarrad Drizners ‏           | لم يكمل السباق-3 |
| 103                        | Joshua Giddings (cyclist) ‏ | لم يكمل السباق-3 |
| 104                        | سيباستيان غرينيار ‏         | لم يكمل السباق-3 |
| 105                        | Lionel Taminiaux ‏          | لم يكمل السباق-3 |
| 106                        | Baptiste Veistroffer ‏      |                  |
| 107                        | يوناس غريغارد              | لم يكمل السباق-3 |
| مدير الرياضة: نيكولاس مايس |                            |                  |

| أونو-إكس موبيليتي ‏ UXM        | أونو-إكس موبيليتي ‏ UXM   | أونو-إكس موبيليتي ‏ UXM |
| ----------------------------- | ------------------------ | ---------------------- |
| م                             | عداء                     | مرتبة                  |
| 111                           | ماغنوس كورت نيلسن        | لم يكمل السباق-3       |
| 112                           | Erik Resell ‏             | لم يكمل السباق-3       |
| 113                           | أندرس سكارسيث            | لم يكمل السباق-3       |
| 114                           | راسموس تيلر              | لم يكمل السباق-3       |
| 115                           | Søren Wærenskjold ‏       | لم يكمل السباق-3       |
| 116                           | اموند جروندل يانسن       | لم يكمل السباق-3       |
| 117                           | Jonas Iversby Hvideberg ‏ | لم يكمل السباق-3       |
| مدير الرياضة: ستيغ كريستيانسن |                          |                        |

| Team TotalEnergies TEN          | Team TotalEnergies TEN | Team TotalEnergies TEN |
| ------------------------------- | ---------------------- | ---------------------- |
| م                               | عداء                   | مرتبة                  |
| 121                             | بيير لاتور             |                        |
| 122                             | توماس بونيت            |                        |
| 123                             | Alexys Brunel ‏         |                        |
| 124                             | Alexandre Delettre ‏    |                        |
| 125                             | Fabien Doubey ‏         |                        |
| 126                             | Sandy Dujardin ‏        |                        |
| 127                             | Valentin Retailleau ‏   |                        |
| مدير الرياضة: Benoît Génauzeau ‏ |                        |                        |

| سبورت فلاندرين بالويس ‏ TFB  | سبورت فلاندرين بالويس ‏ TFB | سبورت فلاندرين بالويس ‏ TFB |
| --------------------------- | -------------------------- | -------------------------- |
| م                           | عداء                       | مرتبة                      |
| 131                         | أليكس كولمان ‏              |                            |
| 132                         | Jonas Geens ‏               | لم يبدأ-2                  |
| 133                         | BEL                        |                            |
| 134                         | Vincent Van Hemelen ‏       |                            |
| 135                         | Dylan Vandenstorme ‏        |                            |
| 136                         | Ward Vanhoof ‏              | لم يكمل السباق-5           |
| 137                         | Victor Vercouillie ‏        |                            |
| مدير الرياضة: هانز دي كليرك |                            |                            |

| Unibet Tietema Rockets ‏ RKT | Unibet Tietema Rockets ‏ RKT | Unibet Tietema Rockets ‏ RKT |
| --------------------------- | --------------------------- | --------------------------- |
| م                           | عداء                        | مرتبة                       |
| 141                         | Adrien Maire ‏               | لم يكمل السباق-3            |
| 142                         | أندرياس ستوكبرو             | لم يكمل السباق-3            |
| 143                         | Axel Huens ‏                 | لم يكمل السباق-3            |
| 144                         | Hartthijs de Vries ‏         | لم يكمل السباق-3            |
| 145                         | Lukáš Kubiš ‏                | لم يكمل السباق-3            |
| 146                         | Killian Verschuren ‏         | لم يكمل السباق-3            |
| 147                         | Tomáš Kopecký (cyclist) ‏    | لم يكمل السباق-3            |

| Equipo Kern Pharma ‏ EKP | Equipo Kern Pharma ‏ EKP | Equipo Kern Pharma ‏ EKP |
| ----------------------- | ----------------------- | ----------------------- |
| م                       | عداء                    | مرتبة                   |
| 151                     | Urko Berrade ‏           | لم يبدأ-4               |
| 152                     | Hugo Aznar ‏             | لم يبدأ-4               |
| 153                     | Marc Brustenga ‏         | لم يبدأ-3               |
| 154                     | فرنسيسكو غالفان         | لم يبدأ-4               |
| 155                     | Unai Aznar ‏             | لم يبدأ-4               |
| 156                     | Pau Miquel ‏             | لم يبدأ-4               |
| 157                     | Mikel Retegi ‏           | لم يبدأ-4               |

| بنجوال باوليز ساوكس دبليو بي ‏ WB2       | بنجوال باوليز ساوكس دبليو بي ‏ WB2 | بنجوال باوليز ساوكس دبليو بي ‏ WB2 |
| --------------------------------------- | --------------------------------- | --------------------------------- |
| م                                       | عداء                              | مرتبة                             |
| 161                                     | ساشا ويميس                        | لم يكمل السباق-4                  |
| 162                                     | Jelle Vermoote ‏                   |                                   |
| 163                                     | Victor Papon ‏                     | لم يكمل السباق-4                  |
| 164                                     | Jocelyn Baguelin ‏                 | لم يكمل السباق-4                  |
| 165                                     | Giacomo Villa ‏                    | OTL-5                             |
| 166                                     | Axandre Van Petegem ‏              | لم يبدأ-4                         |
| 167                                     | ماركو تيزا                        |                                   |
| مدير الرياضة: Jean-Denis Vandenbroucke ‏ |                                   |                                   |

| Van Rysel–Roubaix ‏ VRR      | Van Rysel–Roubaix ‏ VRR | Van Rysel–Roubaix ‏ VRR |
| --------------------------- | ---------------------- | ---------------------- |
| م                           | عداء                   | مرتبة                  |
| 171                         | بابتيست بلانكايرت      |                        |
| 172                         | Valentin Tabellion ‏    | لم يبدأ-5              |
| 173                         | FRA                    | لم يبدأ-5              |
| 174                         | Rémi Capron ‏           | لم يكمل السباق-4       |
| 175                         | Célestin Guillon ‏      |                        |
| 176                         | Maxime Jarnet ‏         |                        |
| 177                         | Killian Théot ‏         |                        |
| مدير الرياضة: Arnaud Molmy ‏ |                        |                        |

| إتش بي بي تي بي – أوبير 93 ‏ AUB | إتش بي بي تي بي – أوبير 93 ‏ AUB | إتش بي بي تي بي – أوبير 93 ‏ AUB |
| ------------------------------- | ------------------------------- | ------------------------------- |
| م                               | عداء                            | مرتبة                           |
| 181                             | ألان ريو ‏                       | لم يبدأ-5                       |
| 182                             | FRA                             |                                 |
| 183                             | Romain Cardis ‏                  |                                 |
| 184                             | توماس شامبيون                   |                                 |
| 185                             | Yohann Simon ‏                   | لم يبدأ-5                       |
| 186                             | Théo Delacroix ‏                 |                                 |
| 187                             | Jérémy Lecroq ‏                  |                                 |

| CIC U Nantes Atlantique ‏ UCN | CIC U Nantes Atlantique ‏ UCN | CIC U Nantes Atlantique ‏ UCN |
| ---------------------------- | ---------------------------- | ---------------------------- |
| م                            | عداء                         | مرتبة                        |
| 191                          | Ronan Augé ‏                  |                              |
| 192                          | Joris Chaussinand ‏           | لم يكمل السباق-4             |
| 193                          | Corentin Devroute ‏           |                              |
| 194                          | Justin Ducret ‏               |                              |
| 195                          | FRA                          | لم يبدأ-5                    |
| 196                          | Antoine Hue ‏                 |                              |
| 196                          | Axel Mariault ‏               | لم يبدأ-3                    |
| مدير الرياضة: Cédric Barre ‏  |                              |                              |

| Nice Métropole Côte d'Azur ‏ NMC | Nice Métropole Côte d'Azur ‏ NMC | Nice Métropole Côte d'Azur ‏ NMC |
| ------------------------------- | ------------------------------- | ------------------------------- |
| م                               | عداء                            | مرتبة                           |
| 201                             | Jaakko Hänninen ‏                |                                 |
| 202                             | Damien Girard (cyclist) ‏        |                                 |
| 203                             | Axel Narbonne-Zuccarelli ‏       | OTL-5                           |
| 204                             | Noah Knecht ‏                    | لم يكمل السباق-3                |
| 205                             | (Wikidata:Q233)                 | لم يبدأ-5                       |
| 206                             | Alexander Konijn ‏               |                                 |
| 207                             | Dylan Massa‏                     | OTL-5                           |
| مدير الرياضة: Frédéric Doutre‏   |                                 |                                 |

| Lidl-Trek LTK               | Lidl-Trek LTK          | Lidl-Trek LTK    |
| --------------------------- | ---------------------- | ---------------- |
| م                           | عداء                   | مرتبة            |
| 1                           | مادس بيدرسن            | لم يبدأ-3        |
| 2                           | اليكس كيرش             | لم يكمل السباق-3 |
| 3                           | ريان جيبونز (طريق)     | لم يكمل السباق-3 |
| 4                           | Martin Pedersen ‏       | لم يكمل السباق-3 |
| 5                           | Otto Vergaerde ‏        | لم يكمل السباق-3 |
| 6                           | جوليان برنارد          | لم يكمل السباق-3 |
| 7                           | Patrick Boje Frydkjær ‏ | لم يكمل السباق-3 |
| مدير الرياضة: ستيفن دي جونغ |                        |                  |

| Arkéa-B&B Hotels ARK      | Arkéa-B&B Hotels ARK      | Arkéa-B&B Hotels ARK |
| ------------------------- | ------------------------- | -------------------- |
| م                         | عداء                      | مرتبة                |
| 11                        | Kévin Vauquelin ‏          |                      |
| 12                        | ارنو ديمار                |                      |
| 13                        | أنتوني ديلابلاسي          |                      |
| 14                        | Thibault Guernalec ‏       |                      |
| 15                        | Baptiste Gillet ‏          |                      |
| 16                        | فلوريان سينيشال           |                      |
| 17                        | Pierre Thierry (cyclist) ‏ |                      |
| مدير الرياضة: ماكسيم بويه |                           |                      |

| EF Education-EasyPost EFE | EF Education-EasyPost EFE | EF Education-EasyPost EFE |
| ------------------------- | ------------------------- | ------------------------- |
| م                         | عداء                      | مرتبة                     |
| 21                        | هيو كارثي                 | لم يكمل السباق-3          |
| 22                        | ريتشارد كاراباز           | لم يكمل السباق-3          |
| 23                        | Harry Sweeny ‏             | لم يكمل السباق-3          |
| 24                        | ماريجن فان دن بيرغ        | لم يكمل السباق-3          |
| 25                        | Samuele Battistella ‏      | لم يكمل السباق-3          |
| 26                        | Madis Mihkels             | لم يكمل السباق-3          |
| مدير الرياضة: ماتي بريشيل |                           |                           |

| Cofidis COF                | Cofidis COF              | Cofidis COF |
| -------------------------- | ------------------------ | ----------- |
| م                          | عداء                     | مرتبة       |
| 31                         | بنجامين توماس            | لم يبدأ-5   |
| 32                         | Sam Maisonobe ‏           |             |
| 33                         | Clément Izquierdo ‏       |             |
| 34                         | Oliver Knight (cyclist) ‏ |             |
| 35                         | أنتوني بيريز             |             |
| 36                         | ديلان تيونز              |             |
| 37                         | دامين توزي               |             |
| مدير الرياضة: بنجامين جيرو |                          |             |

| Alpecin-Deceuninck ADC          | Alpecin-Deceuninck ADC | Alpecin-Deceuninck ADC |
| ------------------------------- | ---------------------- | ---------------------- |
| م                               | عداء                   | مرتبة                  |
| 41                              | جيمي يانسون            | لم يكمل السباق-3       |
| 42                              | Timo Kielich ‏          | لم يكمل السباق-3       |
| 43                              | Stan Van Tricht ‏       | لم يكمل السباق-3       |
| 44                              | سيمون دهيرز ‏           | OTL-5                  |
| 45                              | BEL                    | لم يكمل السباق-3       |
| 46                              | Louis Kitzki‏           | لم يكمل السباق-4       |
| 47                              | Juri Hollmann ‏         |                        |
| مدير الرياضة: Preben Van Hecke ‏ |                        |                        |

| Soudal Quick-Step SOQ         | Soudal Quick-Step SOQ | Soudal Quick-Step SOQ |
| ----------------------------- | --------------------- | --------------------- |
| م                             | عداء                  | مرتبة                 |
| 51                            | Paul Magnier ‏         | لم يكمل السباق-3      |
| 52                            | يفيس لامارت           | لم يكمل السباق-3      |
| 53                            | ماتيا كاتانيو         | لم يكمل السباق-3      |
| 54                            | جوزيف سيرني           | لم يكمل السباق-3      |
| 55                            | Martin Svrček ‏        | لم يكمل السباق-3      |
| 56                            | Gil Gelders ‏          | لم يكمل السباق-3      |
| 57                            | دريس فان جيستل        | لم يكمل السباق-3      |
| مدير الرياضة: Klaas Lodewyck ‏ |                       |                       |

| Groupama-FDJ GFC                | Groupama-FDJ GFC      | Groupama-FDJ GFC |
| ------------------------------- | --------------------- | ---------------- |
| م                               | عداء                  | مرتبة            |
| 61                              | Kevin Geniets ‏ (طريق) |                  |
| 62                              | ريمي كافانيا          |                  |
| 63                              | أوليفييه لو جاك       |                  |
| 64                              | Cyril Barthe ‏         |                  |
| 65                              | Paul Penhoët ‏         |                  |
| 66                              | كليمنت روسو           |                  |
| 67                              | Maxime Decomble ‏      |                  |
| مدير الرياضة: Frédéric Guesdon ‏ |                       |                  |

| Ineos Grenadiers IGD         | Ineos Grenadiers IGD      | Ineos Grenadiers IGD |
| ---------------------------- | ------------------------- | -------------------- |
| م                            | عداء                      | مرتبة                |
| 71                           | فيليبو غانا (زمني فردي)   | لم يكمل السباق-3     |
| 72                           | Axel Laurance ‏            | لم يكمل السباق-3     |
| 73                           | سالفاتوري بوتشيو          | لم يكمل السباق-3     |
| 74                           | Josh Tarling ‏ (زمني فردي) | لم يكمل السباق-3     |
| 75                           | Artem Shmidt ‏             | لم يكمل السباق-3     |
| 76                           | بن تورنر                  | لم يكمل السباق-3     |
| 77                           | عمر فريل                  | لم يكمل السباق-3     |
| مدير الرياضة: إيمانول إرفيتي |                           |                      |

| Decathlon-AG2R La Mondiale DAT | Decathlon-AG2R La Mondiale DAT | Decathlon-AG2R La Mondiale DAT |
| ------------------------------ | ------------------------------ | ------------------------------ |
| م                              | عداء                           | مرتبة                          |
| 81                             | سام بينيت                      | لم يكمل السباق-3               |
| 82                             | Oscar Chamberlain ‏             | لم يكمل السباق-3               |
| 83                             | يجف دي بوندت                   | لم يكمل السباق-3               |
| 84                             | تورد غودميستاد ‏                | لم يكمل السباق-3               |
| 85                             | Rasmus Søjberg Pedersen ‏       | لم يكمل السباق-3               |
| 86                             | Gianluca Pollefliet ‏           | لم يكمل السباق-3               |
| 87                             | Nicolas Prodhomme ‏             | لم يكمل السباق-3               |
| مدير الرياضة: لوك روبرتس       |                                |                                |

| Red Bull-Bora-Hansgrohe RBH | Red Bull-Bora-Hansgrohe RBH | Red Bull-Bora-Hansgrohe RBH |
| --------------------------- | --------------------------- | --------------------------- |
| م                           | عداء                        | مرتبة                       |
| 91                          | جان تراتنيك                 | لم يكمل السباق-3            |
| 92                          | Alexander Hajek ‏            | لم يكمل السباق-3            |
| 93                          | Emil Herzog ‏                | لم يكمل السباق-3            |
| 94                          | يوناس كوخ                   | لم يكمل السباق-3            |
| 95                          | Oier Lazkano ‏               | لم يكمل السباق-3            |
| 96                          | Jordi Meeus ‏                | لم يكمل السباق-3            |
| 97                          | Maxim Van Gils ‏             | لم يكمل السباق-2            |
| مدير الرياضة: هاينريش هوسلر |                             |                             |

| Lotto LOT                  | Lotto LOT                  | Lotto LOT        |
| -------------------------- | -------------------------- | ---------------- |
| م                          | عداء                       | مرتبة            |
| 101                        | ارنو دي لاي                |                  |
| 102                        | Jarrad Drizners ‏           | لم يكمل السباق-3 |
| 103                        | Joshua Giddings (cyclist) ‏ | لم يكمل السباق-3 |
| 104                        | سيباستيان غرينيار ‏         | لم يكمل السباق-3 |
| 105                        | Lionel Taminiaux ‏          | لم يكمل السباق-3 |
| 106                        | Baptiste Veistroffer ‏      |                  |
| 107                        | يوناس غريغارد              | لم يكمل السباق-3 |
| مدير الرياضة: نيكولاس مايس |                            |                  |

| أونو-إكس موبيليتي ‏ UXM        | أونو-إكس موبيليتي ‏ UXM   | أونو-إكس موبيليتي ‏ UXM |
| ----------------------------- | ------------------------ | ---------------------- |
| م                             | عداء                     | مرتبة                  |
| 111                           | ماغنوس كورت نيلسن        | لم يكمل السباق-3       |
| 112                           | Erik Resell ‏             | لم يكمل السباق-3       |
| 113                           | أندرس سكارسيث            | لم يكمل السباق-3       |
| 114                           | راسموس تيلر              | لم يكمل السباق-3       |
| 115                           | Søren Wærenskjold ‏       | لم يكمل السباق-3       |
| 116                           | اموند جروندل يانسن       | لم يكمل السباق-3       |
| 117                           | Jonas Iversby Hvideberg ‏ | لم يكمل السباق-3       |
| مدير الرياضة: ستيغ كريستيانسن |                          |                        |

| Team TotalEnergies TEN          | Team TotalEnergies TEN | Team TotalEnergies TEN |
| ------------------------------- | ---------------------- | ---------------------- |
| م                               | عداء                   | مرتبة                  |
| 121                             | بيير لاتور             |                        |
| 122                             | توماس بونيت            |                        |
| 123                             | Alexys Brunel ‏         |                        |
| 124                             | Alexandre Delettre ‏    |                        |
| 125                             | Fabien Doubey ‏         |                        |
| 126                             | Sandy Dujardin ‏        |                        |
| 127                             | Valentin Retailleau ‏   |                        |
| مدير الرياضة: Benoît Génauzeau ‏ |                        |                        |

| سبورت فلاندرين بالويس ‏ TFB  | سبورت فلاندرين بالويس ‏ TFB | سبورت فلاندرين بالويس ‏ TFB |
| --------------------------- | -------------------------- | -------------------------- |
| م                           | عداء                       | مرتبة                      |
| 131                         | أليكس كولمان ‏              |                            |
| 132                         | Jonas Geens ‏               | لم يبدأ-2                  |
| 133                         | BEL                        |                            |
| 134                         | Vincent Van Hemelen ‏       |                            |
| 135                         | Dylan Vandenstorme ‏        |                            |
| 136                         | Ward Vanhoof ‏              | لم يكمل السباق-5           |
| 137                         | Victor Vercouillie ‏        |                            |
| مدير الرياضة: هانز دي كليرك |                            |                            |

| Unibet Tietema Rockets ‏ RKT | Unibet Tietema Rockets ‏ RKT | Unibet Tietema Rockets ‏ RKT |
| --------------------------- | --------------------------- | --------------------------- |
| م                           | عداء                        | مرتبة                       |
| 141                         | Adrien Maire ‏               | لم يكمل السباق-3            |
| 142                         | أندرياس ستوكبرو             | لم يكمل السباق-3            |
| 143                         | Axel Huens ‏                 | لم يكمل السباق-3            |
| 144                         | Hartthijs de Vries ‏         | لم يكمل السباق-3            |
| 145                         | Lukáš Kubiš ‏                | لم يكمل السباق-3            |
| 146                         | Killian Verschuren ‏         | لم يكمل السباق-3            |
| 147                         | Tomáš Kopecký (cyclist) ‏    | لم يكمل السباق-3            |

| Equipo Kern Pharma ‏ EKP | Equipo Kern Pharma ‏ EKP | Equipo Kern Pharma ‏ EKP |
| ----------------------- | ----------------------- | ----------------------- |
| م                       | عداء                    | مرتبة                   |
| 151                     | Urko Berrade ‏           | لم يبدأ-4               |
| 152                     | Hugo Aznar ‏             | لم يبدأ-4               |
| 153                     | Marc Brustenga ‏         | لم يبدأ-3               |
| 154                     | فرنسيسكو غالفان         | لم يبدأ-4               |
| 155                     | Unai Aznar ‏             | لم يبدأ-4               |
| 156                     | Pau Miquel ‏             | لم يبدأ-4               |
| 157                     | Mikel Retegi ‏           | لم يبدأ-4               |

| بنجوال باوليز ساوكس دبليو بي ‏ WB2       | بنجوال باوليز ساوكس دبليو بي ‏ WB2 | بنجوال باوليز ساوكس دبليو بي ‏ WB2 |
| --------------------------------------- | --------------------------------- | --------------------------------- |
| م                                       | عداء                              | مرتبة                             |
| 161                                     | ساشا ويميس                        | لم يكمل السباق-4                  |
| 162                                     | Jelle Vermoote ‏                   |                                   |
| 163                                     | Victor Papon ‏                     | لم يكمل السباق-4                  |
| 164                                     | Jocelyn Baguelin ‏                 | لم يكمل السباق-4                  |
| 165                                     | Giacomo Villa ‏                    | OTL-5                             |
| 166                                     | Axandre Van Petegem ‏              | لم يبدأ-4                         |
| 167                                     | ماركو تيزا                        |                                   |
| مدير الرياضة: Jean-Denis Vandenbroucke ‏ |                                   |                                   |

| Van Rysel–Roubaix ‏ VRR      | Van Rysel–Roubaix ‏ VRR | Van Rysel–Roubaix ‏ VRR |
| --------------------------- | ---------------------- | ---------------------- |
| م                           | عداء                   | مرتبة                  |
| 171                         | بابتيست بلانكايرت      |                        |
| 172                         | Valentin Tabellion ‏    | لم يبدأ-5              |
| 173                         | FRA                    | لم يبدأ-5              |
| 174                         | Rémi Capron ‏           | لم يكمل السباق-4       |
| 175                         | Célestin Guillon ‏      |                        |
| 176                         | Maxime Jarnet ‏         |                        |
| 177                         | Killian Théot ‏         |                        |
| مدير الرياضة: Arnaud Molmy ‏ |                        |                        |

| إتش بي بي تي بي – أوبير 93 ‏ AUB | إتش بي بي تي بي – أوبير 93 ‏ AUB | إتش بي بي تي بي – أوبير 93 ‏ AUB |
| ------------------------------- | ------------------------------- | ------------------------------- |
| م                               | عداء                            | مرتبة                           |
| 181                             | ألان ريو ‏                       | لم يبدأ-5                       |
| 182                             | FRA                             |                                 |
| 183                             | Romain Cardis ‏                  |                                 |
| 184                             | توماس شامبيون                   |                                 |
| 185                             | Yohann Simon ‏                   | لم يبدأ-5                       |
| 186                             | Théo Delacroix ‏                 |                                 |
| 187                             | Jérémy Lecroq ‏                  |                                 |

| CIC U Nantes Atlantique ‏ UCN | CIC U Nantes Atlantique ‏ UCN | CIC U Nantes Atlantique ‏ UCN |
| ---------------------------- | ---------------------------- | ---------------------------- |
| م                            | عداء                         | مرتبة                        |
| 191                          | Ronan Augé ‏                  |                              |
| 192                          | Joris Chaussinand ‏           | لم يكمل السباق-4             |
| 193                          | Corentin Devroute ‏           |                              |
| 194                          | Justin Ducret ‏               |                              |
| 195                          | FRA                          | لم يبدأ-5                    |
| 196                          | Antoine Hue ‏                 |                              |
| 196                          | Axel Mariault ‏               | لم يبدأ-3                    |
| مدير الرياضة: Cédric Barre ‏  |                              |                              |

| Nice Métropole Côte d'Azur ‏ NMC | Nice Métropole Côte d'Azur ‏ NMC | Nice Métropole Côte d'Azur ‏ NMC |
| ------------------------------- | ------------------------------- | ------------------------------- |
| م                               | عداء                            | مرتبة                           |
| 201                             | Jaakko Hänninen ‏                |                                 |
| 202                             | Damien Girard (cyclist) ‏        |                                 |
| 203                             | Axel Narbonne-Zuccarelli ‏       | OTL-5                           |
| 204                             | Noah Knecht ‏                    | لم يكمل السباق-3                |
| 205                             | (Wikidata:Q233)                 | لم يبدأ-5                       |
| 206                             | Alexander Konijn ‏               |                                 |
| 207                             | Dylan Massa‏                     | OTL-5                           |
| مدير الرياضة: Frédéric Doutre‏   |                                 |                                 |

## التصنيف العام النهائي
| التصنيف العام | التصنيف العام        | التصنيف العام               | التصنيف العام  | التصنيف العام |
| العداء        | العداء               | الفريق                      | الوقت          |               |
| ------------- | -------------------- | --------------------------- | -------------- | ------------- |
| 1             | Kévin Vauquelin ‏     | Arkéa-B&B Hotels            | 13 س 20 د 40 ث |               |
| 2             | ديلان تيونز          | Cofidis                     | + 1 د 22 ث     |               |
| 3             | Kevin Geniets ‏       | Groupama-FDJ                | + 1 د 35 ث     |               |
| 4             | بيير لاتور           | Team TotalEnergies          | + 1 د 46 ث     |               |
| 5             | Thibault Guernalec ‏  | Arkéa-B&B Hotels            | + 1 د 55 ث     |               |
| 6             | فرنسا                | إتش بي بي تي بي – أوبير 93 ‏ | + 1 د 56 ث     |               |
| 7             | دامين توزي           | Cofidis                     | + 2 د 02 ث     |               |
| 8             | Vincent Van Hemelen ‏ | سبورت فلاندرين بالويس ‏      | + 2 د 20 ث     |               |
| 9             | توماس شامبيون        | إتش بي بي تي بي – أوبير 93 ‏ | + 2 د 23 ث     |               |
| 10            | Fabien Doubey ‏       | Team TotalEnergies          | + 2 د 41 ث     |               |
|               |                      |                             |                |               |
|               |                      |                             |                |               |

### تصنيف النقاط
| تصنيف النقاط | تصنيف النقاط        | تصنيف النقاط                | تصنيف النقاط | تصنيف النقاط |
| العداء       | العداء              | الفريق                      | النقاط       |              |
| ------------ | ------------------- | --------------------------- | ------------ | ------------ |
| 1            | Kévin Vauquelin ‏    | Arkéa-B&B Hotels            | 54 نقطة      |              |
| 2            | ارنو ديمار          | Arkéa-B&B Hotels            | 40 نقطة      |              |
| 3            | ارنو دي لاي         | Lotto                       | 34 نقطة      |              |
| 4            | ديلان تيونز         | Cofidis                     | 28 نقطة      |              |
| 5            | Paul Penhoët ‏       | Groupama-FDJ                | 28 نقطة      |              |
| 6            | Kevin Geniets ‏      | Groupama-FDJ                | 27 نقطة      |              |
| 7            | ريمي كافانيا        | Groupama-FDJ                | 25 نقطة      |              |
| 8            | دامين توزي          | Cofidis                     | 24 نقطة      |              |
| 9            | Théo Delacroix ‏     | إتش بي بي تي بي – أوبير 93 ‏ | 23 نقطة      |              |
| 10           | Thibault Guernalec ‏ | Arkéa-B&B Hotels            | 20 نقطة      |              |
|              |                     |                             |              |              |
|              |                     |                             |              |              |

### تصنيف الجبال
| تصنيف الجبال | تصنيف الجبال             | تصنيف الجبال                | تصنيف الجبال | تصنيف الجبال |
| العداء       | العداء                   | الفريق                      | النقاط       |              |
| ------------ | ------------------------ | --------------------------- | ------------ | ------------ |
| 1            | Victor Vercouillie ‏      | سبورت فلاندرين بالويس ‏      | 36 نقطة      |              |
| 2            | Kévin Vauquelin ‏         | Arkéa-B&B Hotels            | 20 نقطة      |              |
| 3            | Oliver Knight (cyclist) ‏ | Cofidis                     | 12 نقطة      |              |
| 4            | Théo Delacroix ‏          | إتش بي بي تي بي – أوبير 93 ‏ | 10 نقطة      |              |
| 5            | ديلان تيونز              | Cofidis                     | 10 نقطة      |              |
| 6            | توماس شامبيون            | إتش بي بي تي بي – أوبير 93 ‏ | 8 نقطة       |              |
| 7            | Valentin Retailleau ‏     | Team TotalEnergies          | 6 نقطة       |              |
| 8            | فرنسا                    | إتش بي بي تي بي – أوبير 93 ‏ | 6 نقطة       |              |
| 9            | Kevin Geniets ‏           | Groupama-FDJ                | 4 نقطة       |              |
| 10           | بيير لاتور               | Team TotalEnergies          | 4 نقطة       |              |
|              |                          |                             |              |              |
|              |                          |                             |              |              |

## تصنيف الفرق

### الفرق حسب الوقت
| تصنيف الفرق حسب الوقت | تصنيف الفرق حسب الوقت | تصنيف الفرق حسب الوقت | تصنيف الفرق حسب الوقت |
| الفريق                | الفريق                | الوقت                 |                       |
| --------------------- | --------------------- | --------------------- | --------------------- |
|                       |                       |                       |                       |
|                       |                       |                       |                       |

## تصانيف فرعية

### تصنيف أفضل شاب
| تصنيف أفضل شاب | تصنيف أفضل شاب            | تصنيف أفضل شاب                 | تصنيف أفضل شاب | تصنيف أفضل شاب |
| العداء         | العداء                    | الفريق                         | الوقت          |                |
| -------------- | ------------------------- | ------------------------------ | -------------- | -------------- |
| 1              | Clément Izquierdo ‏        | Cofidis                        | 13 س 23 د 29 ث |                |
| 2              | Maxime Decomble ‏          | Groupama–FDJ Continental Team ‏ | + 1 د 45 ث     |                |
| 3              | ارنو دي لاي               | Lotto                          | + 2 د 10 ث     |                |
| 4              | Sam Maisonobe ‏            | Cofidis                        | + 2 د 21 ث     |                |
| 5              | Dylan Vandenstorme ‏       | سبورت فلاندرين بالويس ‏         | + 3 د 34 ث     |                |
| 6              | Pierre Thierry (cyclist) ‏ | Arkéa-B&B Hotels               | + 5 د 39 ث     |                |
| 7              | Ronan Augé ‏               | CIC U Nantes Atlantique ‏       | + 9 د 49 ث     |                |
| 8              | Baptiste Gillet ‏          | Arkéa–B&B Hôtels Continentale ‏ | + 10 د 45 ث    |                |
| 9              | Corentin Devroute ‏        | CIC U Nantes Atlantique ‏       | + 12 د 59 ث    |                |
| 10             | Victor Vercouillie ‏       | سبورت فلاندرين بالويس ‏         | + 13 د 27 ث    |                |
|                |                           |                                |                |                |
|                |                           |                                |                |                |